# Chloroclystis planiscripta
Chloroclystis planiscripta là một loài bướm đêm trong họ Geometridae.